# Glaucocharis queenslandensis
Glaucocharis queenslandensis là một loài bướm đêm trong họ Crambidae.